# Crotophaga
Crotophaga es un género de aves cuculiformes de la familia Cuculidae propias de América, presentes del sur de los Estados Unidos hasta el norte de Argentina y sur de Chile.

## Especies
El género Crotophaga incluye las siguientes especies:
- Crotophaga major - garrapatero mayor;
- Crotophaga ani - garrapatero aní;
- Crotophaga sulcirostris - garrapatero asurcado.